# Mavrud

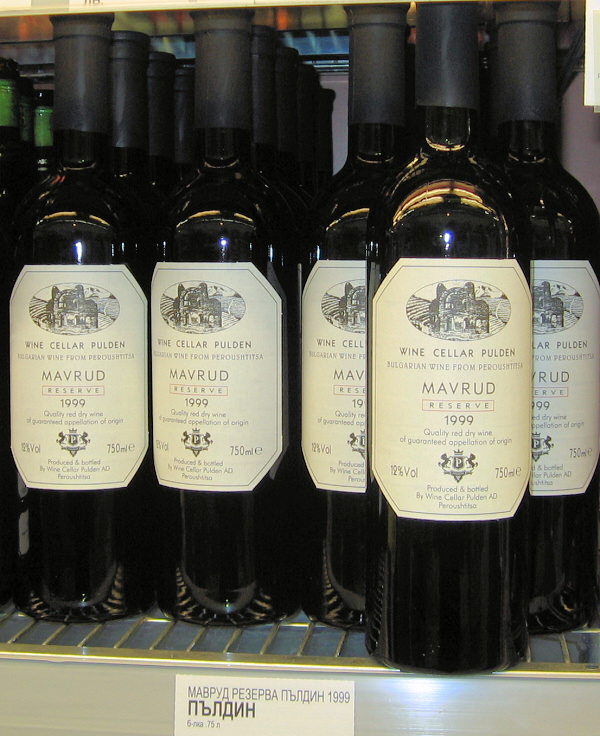
Szczepowe wino mavrud z Peruszticy na półce supermarketu w Płowdiwie

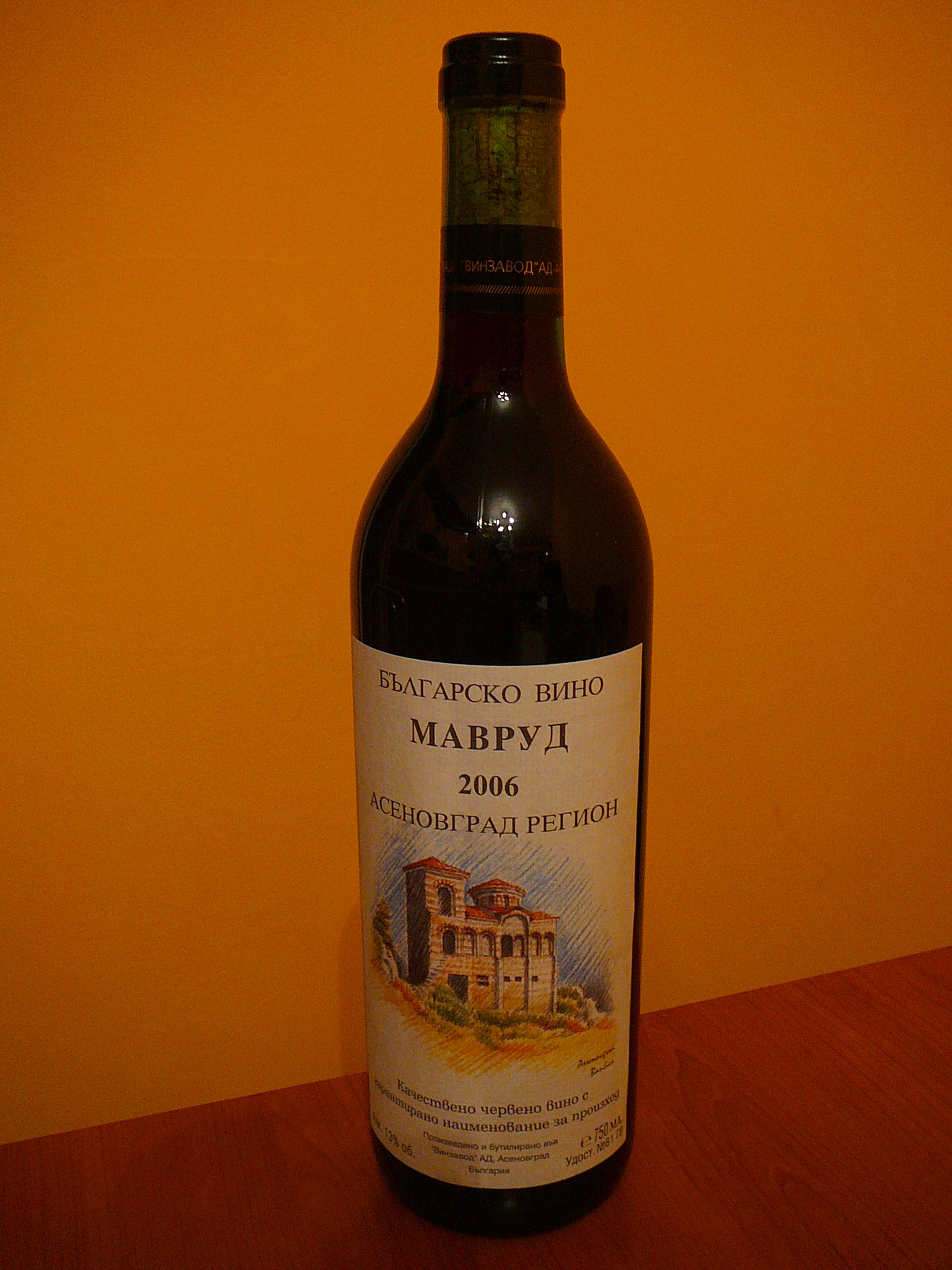
Butelka mavruda z Asenowgradu

Mavrud (bułg. мавруд, inne nazwy: kakciwala, kachiwela, kausanskii, karvouniaris, marvud, mavraki, mavro, mavroud, mavrostaphilo, mavroudion, mavroudi) – czerwony tradycyjny bułgarski szczep winorośli właściwej i jednocześnie nazwa wyrabianego z niego wytrawnego wina, pochodzącego z bułgarskiej Tracji i z północnej Grecji. Nazwa pochodzi od greckiego słowa μαύρος (czarny). Istnieją liczne szczepy o podobnych nazwach, uprawiane w Grecji i na Cyprze.

## Charakterystyka
Jako miejsce pochodzenia badacze wskazują okolicę Asenowgradu w Bułgarii, gdzie odmiana jest powszechnie uprawiana i różnorodność genetyczna mavruda jest największa. Wyróżnia się pięć wariantów, w zależności od kształtu i odcienia jagód oraz tendencji do przebarwiania się
Odmiana dojrzewa późno: zbiór winogron następuje w drugiej połowie października. Wymaga długiego sezonu wegetacyjnego, dlatego mavrud uprawiany jest przede wszystkim na południu Bułgarii, w okolicach Płowdiwu i Asenowgradu. Mavrud jest plenny, ale wrażliwy na suszę, mroźną zimę i mączniaka.

## Wina
Wino odznacza się ciemnoczerwoną-rubinową barwą i pełnym, wyrazistym i korzennym bukietem. Wina nadają się do dłuższego dojrzewania. Smak bywa porównywany do win produkowanych ze szczepu mourvèdre (znanego m.in. z prowansalskiej  apelacji Bandol) albo do win bordoskich. Niektórzy producenci decydują się na starzenia wina w beczkach barrique. 
Winiarze często oferują wino kupażowane z innymi odmianami, np. bordoskimi merlot i cabernet sauvignon albo rodzimymi (rubin). Przeważają wina wytrawne, choć zdarzają się nawet w stylu wina lodowego.
Wino jest dostępne w handlu w butelkach o pojemności 0,75 l, ostatnio także w kilkulitrowych opakowaniach kartonowych. Średnia zawartość alkoholu waha się w granicach 12,5-13%. Mawrud powinien być podawany w temperaturze 16-18 st.C, szczególnie jest polecany do czerwonych mięs i serów.

## Rozpowszechnienie
Odmiana była uprawiana w 2009 w Bułgarii na 1709 ha i ustępowała pod tym względem szczepom pamid i melnik. Najlepszą renomą cieszy się mavrud z Asenowgradu, gdzie działa m.in. prężna spółdzielnia winiarska. Inne wyróżniające się winnice znajdują się w Peruszticy, Pazardżiku, Starej Zagorze i w Czirpanie.